# Malaysian Open (tenis)
Malaysian Open, oficiálně se jménem sponzora ALYA WTA Malaysian Open, byl profesionální tenisový turnaj žen hraný v malajsijském hlavním městě Kuala Lumpur. Na okruhu WTA Tour patřil do kategorie WTA International Tournaments a poprvé se uskutečnil v sezóně 2010.
Turnaj původně probíhal v areálu Bukit Kiara Sports Complex. V letech 2013–2017 se dějištěm stal oddíl TPC Kuala Lumpur (dříve známý jako Kuala Lumpur Golf & Country Club), s otevřenými dvorci s tvrdým povrchem DecoTurf.

## Historie
Malaysian Open navázal na dva halové ročníky z let 1992 a 1993, které byly v Kuala Lumpuru odehrány pod názvem Women’s Open v rámci kategorie Tier IV okruhu WTA Tour.
Mezi roky 2011–2016 se oficiálním sponzorem stala automobilová firma BMW, což se odrazilo v komerčním názvu BMW Malaysian Open. Žádná ze singlistek nezískala více než jeden titul. Ve čtyřhře si nejvíce trofejí připsala tchajwanská hráčka Čang Kchaj-čen, když triumfovala dvakrát v letech 2012 a 2013. Do soutěže dvouhry nastupovalo třicet dva tenistek a čtyřhry se účastnilo šestnáct párů. Celková dotace události činila 250 000 dolarů.
Ročník konaný v sezóně 2014 byl nejprve zrušen, když jej v kalendáři WTA Tour nahradil Hong Kong Open. Později však došlo k jeho obnovení. Pořadatelé odkoupili práva na pořádání od Internazionali Femminili di Tennis di Palermo. Daný rok byl přesunut termín z února na duben, ovšem následně opět vrácen na přelom února a března. Chorvatka Donna Vekićová získala v roce 2014 premiérový titul na okruhu WTA Tour, když ve finále zdolala favorizovanou světovou desítku Dominiku Cibulkovou.
Zrušení organizátor Carbon Worldwide oznámil v listopadu 2017. V médiích uváděný důvod, že si původní držitel licence Palermo, které pronajalo pořadatelství Kuala Lumpuru, vzalo licenci zpět po nezaplacení pohledávek, firma Carbon Worldwide odmítla. Její výkonný ředitel Keld Kristiansen uvedl, že od smlouvy odstoupili sami z řady důvodu a vůči Palermu neměli žádné závazky, když od roku 2013 licenci turnaji poskytovala přímo Ženská tenisová asociace (WTA).

## Přehled finále

### Dvouhra
| Rok  | vítězka            | finalistka               | výsledek            |
| ---- | ------------------ | ------------------------ | ------------------- |
| 2010 | Alisa Klejbanovová | Jelena Dementěvová       | 6–3, 6–2            |
| 2011 | Jelena Dokićová    | Lucie Šafářová           | 2–6, 7–6(11–9), 6–4 |
| 2012 | Sie Šu-wej         | Petra Martićová          | 2–6, 7–5, 4–1skreč  |
| 2013 | Karolína Plíšková  | Bethanie Mattek-Sandsová | 1–6, 7–5, 6–3       |
| 2014 | Donna Vekićová     | Dominika Cibulková       | 5–7, 7–5, 7–6(7–4)  |
| 2015 | Caroline Wozniacká | Alexandra Dulgheruová    | 4–6, 6–2, 6–1       |
| 2016 | Elina Svitolinová  | Eugenie Bouchardová      | 6–7(5–7), 6–4, 7–5  |
| 2017 | Ashleigh Bartyová  | Nao Hibinová             | 6–3, 6–2            |

### Čtyřhra
| Rok  | vítězky                                | finalistky                                  | výsledek                    |
| ---- | -------------------------------------- | ------------------------------------------- | --------------------------- |
| 2010 | Čan Jung-žan Čeng Ťie                  | Anastasia Rodionovová Arina Rodionovová     | 6–7(4–7), 6–2, [10–7]       |
| 2011 | Dinara Safinová Galina Voskobojevová   | Noppawan Lertcheewakarnová Jessica Mooreová | 7–5, 2–6, [10–5]            |
| 2012 | Čang Kchaj-čen Čuang Ťia-žung          | Čan Chao-čching Rika Fudžiwarová            | 7–5, 6–4                    |
| 2013 | Čang Kchaj-čen Šúko Aojamová           | Janette Husárová Čang Šuaj                  | 6–7(4–7), 7–6(7–4), [14–12] |
| 2014 | Tímea Babosová Čan Chao-čching         | Čan Jung-žan Čeng Saj-saj                   | 6–3, 6–4                    |
| 2015 | Liang Čchen Wang Ja-fan                | Julia Bejgelzimerová Olga Savčuková         | 4–6, 6–3, [10–4]            |
| 2016 | Varatčaja Vongteančajová Jang Čao-süan | Liang Čchen Wang Ja-fan                     | 4–6, 6–4, [10–7]            |
| 2017 | Ashleigh Bartyová Casey Dellacquová    | Nicole Melicharová Makoto Ninomijová        | 7–6(7–5), 6–3               |